# Knipperlé
Knipperlé ist eine Weißweinsorte der französischen Region Elsass (→ Elsass (Weinbaugebiet)). Vor der Reblaus-Katastrophe Ende des 19. Jahrhunderts war sie dort noch sehr verbreitet, da sie ab dem Jahr 1756 vom Rebzüchter Johann Michael Ortlieb aus der Gemeinde Riquewihr stark propagiert wurde. Die Sorte ist nahezu ganz verschwunden, da sie sehr anfällig gegen die Rohfäule ist. Sie erbringt daher nur sehr schwankende Erträge.
Die ertragsstarke Sorte erbringt einfache Weißweine mit einem niedrigen Säuregehalt. Im Verschnitt diente sie daher häufig, die Säurespitzen anderer Sorten des Weinbaugebiets Elsass zu brechen. Obwohl sie auch heute noch offiziell in der Appellation zugelassen ist, werden keine neuen Rebflächen mehr angelegt.
Siehe auch den Artikel Weinbau in Frankreich sowie die Liste von Rebsorten.

## Herkunft
Aufgrund genetischer Untersuchungen von 352 Rebsorten im Jahr 1998 stellte sich heraus, dass die Sorten Aligoté, Aubin Vert, Auxerrois, Bachet Noir, Beaunoir, Chardonnay, Dameron, Franc Noir de la Haute Saône, Gamay Blanc Gloriod, Gamay, Melon de Bourgogne, Peurion, Romorantin, Roublot und Sacy ähnlich wie auch der Knipperlé alle aus spontanen Kreuzungen zwischen Pinot und Heunisch (Gouais Blanc) entstanden. Da die genetischen Unterschiede zwischen Pinot Blanc, Pinot Gris und Pinot Noir äußerst gering sind, liegt eine genaue Spezifizierung des Pinot-Typs noch nicht vor.
Der Erfolg dieser spontanen Kreuzung wird dadurch erklärt, dass die beiden Elternsorten genetisch gesehen grundverschieden sind. Während die Sorten der Pinot-Familie vermutlich aus dem Burgund stammen, wurde der Gouais Blanc von den Römern nach Frankreich gebracht. In den Rebgärten des Burgunds und der südlichen Champagne standen beide Sorten während einiger Jahrhunderte im Gemischten Satz.
Abstammung: Pinot x Gouais Blanc (Heunisch)

## Synonyme
Die Rebsorte Knipperlé ist auch unter den Namen Beli Kleschiz, Breisgauer Riesling, Colmer, Drobni Kleshiz, Elsässer, Eltinger, Ettlinger, Factor, Faktor, Früher Ortlieber, Gelber Ortlieber, Grüner Ortlieber, Kauka weiß, Kipperlé, Kleiner Gelber, Kleiner Methsüsser, Kleiner Räuschling, Kleiner Riesling, Kleinräuschling, Klescec, Kleschiz béli, Knackerle, Kniperlé, Libiza, Mali Javor, Mielleux Petit, Ortlibi sarga, Ortlieber, Ortliebi, Ortliebske rane, Ortliebstraube, Öttlinger, Petit Mielleux, Plant de Riquewihr, Reichenweiherer, Rochelle, Rochelle blanche, Roshel, Runganer, Rungauer, Sibiza, Tockauer, Türkheimer und Weißer Ortlieber bekannt.